# Zagorica, Dobrepolje
Zagorica je naselje v Občini Dobrepolje.